# بازیکور
بازیکورت (به فرانسوی: Bazicourt) یک کمون (فرانسه) در فرانسه است که در canton of Liancourt واقع شده‌است. بازیکورت ۳٫۸۲ کیلومتر مربع مساحت دارد ۳۳ متر بالاتر از سطح دریا واقع شده‌است.